# Fureur primitive
Pour les articles homonymes, voir Fureur, Rage et Primal Rage.
Pour plus de détails, voir Fiche technique et Distribution.
Fureur primitive (italien : Rage, furia primitiva ; anglais : Primal Rage) est un film de science-fiction horrifique américano-italien réalisé par Vittorio Rambaldi et sorti en 1988.

## Synopsis
À Miami, Frank Duffy, journaliste pour un journal local, s'introduit dans un laboratoire de recherche où sont menées des expériences sur les animaux. Mordu par un singe enragé, le jeune homme entre dans une rage incontrôlable et transmet la contagion à l'université voisine, où l'insouciante fête d'Halloween se transforme en bain de sang.

## Fiche technique
- Titre original italien : Rage, furia primitiva[1]
- Titre anglais : Primal Rage
- Titre français : Fureur primitive ou La Rage de tuer
- Réalisateur : Vittorio Rambaldi
- Scénario : Umberto Lenzi, James Justice (collectivement crédités sous le nom de « Harry Kirkpatrick »)
- Photographie : Antonio Climati
- Montage : John Rawson
- Musique : Claudio Simonetti
- Effets spéciaux : Carlo Rambaldi, Alex Rambaldi
- Cascades : Jay Amor
- Costumes : Leslie Herman
- Maquillage : Frank Cacciatori
- Production : William J. Immerman, Josi Konski
- Société de production : El Pico S.A., Overseas FilmGroup
- Pays de production :  Italie -  États-Unis
- Langue originale : anglais
- Format : Couleurs - 2,35:1 - Son stéréo Dolby - 35 mm
- Durée : 91 minutes
- Genre : Science-fiction horrifique
- Dates de sortie :
  - Italie : 1er décembre 1988
  - États-Unis : octobre 1990

## Distribution
- Patrick Lowe : Sam Nash
- Cheryl Arutt (en) : Lauren Daly
- Sarah Buxton : Debbie
- Bo Svenson : Ethridge
- Mitch Watson : Frank Duffy
- Doug Sloan : Lovejoy
- Luis Valderrama : Chas
- John Baldwin : Bryan
- Turk Harley : Prof. Jenkins

## Production
Le film a été réalisé par Vittorio Rambaldi (pour ses débuts en tant que réalisateur), le fils de l'artiste italien des effets spéciaux Carlo Rambaldi.
Le film a été écrit par Umberto Lenzi et James Justice. Lenzi se souviendra plus tard qu'on lui a proposé deux scénarios, en disant que « l'un était abominable et l'autre n'était pas mal ». Lenzi « a pris celui qu'il aimait le plus », « l'histoire d'une femme scientifique qui a un accident dans son laboratoire et mute génétiquement en tigre », et l'a réécrit, mais lorsqu'il est arrivé aux États-Unis, il a découvert que ses bailleurs de fonds voulaient qu'il tourne l'autre scénario, qui est devenu Fou à lier (1989). Le scénario sur lequel Lenzi a travaillé, qu'il a défini comme un hommage à La Féline (1942), a finalement été réécrit par Justice, et le scénario final qui a été tourné a été crédité à « Harry Kirkpatrick », un alias que Justice a également utilisé dans Fou à lier, sur lequel il a également travaillé.
L'affiche du film a été illustrée par Renato Casaro.
Le film présente une série de clins d'œil à d'autres films : les trois voyous possèdent une affiche représentant Boris Karloff dans le film Frankenstein (1931) ; Lauren a un poster des films Casablanca (1942) et Tuer n'est pas jouer (1987) dans son appartement ; un invité est déguisé en Dark Vador ; Duffy mentionne le film Justice pour tous (1979) en se comparant à la prestation d'Al Pacino dans le film ; Lauren possède une poupée représentant l'extraterrestre ALF de la série du même nom (1986-1990).